# Triethylzinnhydrid
Triethylzinnhydrid ist eine ethylsubstituierte zinnorganische Verbindung.

## Synthese
Triethylzinnhydrid kann durch Umsetzen von Triethylzinniodid mit Lithiumaluminiumhydrid in Diethylether erhalten werden.

## Reaktivität
Triethylzinnhydrid reduziert viele Metalloxide wie Zinkoxid, Quecksilber(II)-oxid, Vanadium(V)-oxid, Kaliumpermanganat, Eisen(III)-oxid, Blei(II)-oxid oder Arsen(III)-oxid unter Bildung von Bis(triethylzinn)oxid.
Analog reduziert es diverse Metallhalogenide wie Kupfer(II)-bromid, Silberbromid, Kaliumtetrachloroaurat(III), Cadmiumchlorid, Quecksilber(II)-chlorid, Titan(IV)-chlorid, Vanadium(V)-oxidtrichlorid, Palladium(II)-chlorid, Germanium(IV)-chlorid, Zinn(IV)-chlorid, Zinn(II)-chlorid, Blei(II)-chlorid, Arsen(III)-chlorid, Antimon(III)-chlorid oder Bismut(III)-chlorid unter Bildung von Triethylzinnchlorid beziehungsweise -bromid.
Als Koppelprodukt entsteht dabei jeweils H2.